# Mipham Wanggyur Gyalpo
Mipham Wanggyur Gyalpo, según Wylie: Mi pham dbang sgyur rgyal po, (1589? - 1613?) fue un rey del Tíbet central que gobernó en 1604-1613 y perteneció a la dinastía Phagmodrupa. Su reinado, en gran medida nominal, fue testigo de un creciente tumulto político en el Tíbet, relacionado con las ambiciones políticas de la dinastía rival Tsangpa.

## Alianza con la facción del Dalai Lama
El rey precedente —gongma— Ngawang Drakpa Gyaltsen había dirigido un reinado ineficiente pero relativamente pacífico en las últimas décadas del siglo XVI. Aunque los poderes ejecutivos de la Phagmodrupa se escabulleron después de la agitación política de los años 1550 y 1560, el gongma estaba en el centro de un sistema en el que diferentes facciones religiosas y políticas de Ü (Tíbet Centro-Este) se equilibraban entre sí. Mientras tanto, Tsang (Tíbet Centro Oeste) estaba cada vez más dominado por la advenediza Dinastía Tsangpa. La iglesia de Gelugpa, que tenía al Dalai Lama como cabeza espiritual, mantenía buenas relaciones con la Phagmodrupa. Cuando el Cuarto Dalai Lama Yonten Gyatso viajó de Mongolia al Tíbet en 1601, fue recibido por un enviado de Mipham Wanggyur Gyalpo, miembro de otra rama de la familia que no era la del viejo gongma. Cuando el actual monarca Ngawang Drakpa Gyaltsen murió en 1603 o 1604, no fue sucedido por su hijo Kagyud Nampar Gyalwa, sino por Mipham Wanggyur Gyalpo, que también fue llamado Ngagi Wangchuk Drakba Gyaltsen Pal Zangpo. Podría haber sido un sobrino nieto nieto del difunto rey. Parece que no renovó los lazos con los líderes religiosos del Karmapa y Shamarpa, sino que buscó relaciones amistosas con Gelugpa (la escuela del Dalai Lama) y Drukpa.

## Turbulencia en el Tíbet Central
La crónica del  Quinto Dalai Lama, «La canción de la reina de la primavera», dice que después de que el gongma zhabdrung [Ngawang Drakpa Gyaltsen] demostrara cómo trasladarse [a sí mismo] a otra esfera [es decir, muriera], el mandato de la Phagmodrupa dejó de existir La situación política del Tíbet Central se vio perturbada por la creciente actividad del gobernante Tsangpa Karma Tensung, quien dirigió una expedición militar a Phanyul en 1605. Dos años más tarde se celebró una conferencia en el bastión de Phagmodrupa, Gongkar (Gongri Karpo), donde estuvieron representados los Tsangpa y algunas facciones Ü. La reunión no condujo a una solución política. En 1610 los Tsangpa atacaron y aplastaron completamente el importante sistema de gobierno de Yargyab y tomaron medidas para restringir la influencia de los Gelugpa y su líder, el III Dalai Lama Yonten Gyatso. Los Phagmodrupa, que desempeñaban un papel cada vez más marginal en la política regional, participaron en los combates de Yartö en 1613. Mipham Wanggyur Gyalpo aparentemente murió en el mismo año, presumiblemente en conexión con la guerra o la epidemia de viruela que estalló al mismo tiempo. No es seguro quién le sucedió, pero el siguiente gobernante documentado de Phagmodrupa fue Mipham Sonam Wangchuk Drakpa Namgyal Palzang en la década de 1620.